# Bosbüll
Bosbüll (dänisch Bosbøl, nordfriesisch Bousbel) ist eine Gemeinde im Kreis Nordfriesland in Schleswig-Holstein.

## Geografie

### Geografische Lage
Das Gemeindegebiet von Bosbüll erstreckt sich im Norden des Naturraums Nordfriesische Marsch (Haupteinheit Nr. 682) südlich des Dreiharder Gotteskoogstroms in dessen Karrharder Abschnitt.

### Nachbargemeinden
Das Gemeindegebiet von Bosbüll wird eingefasst von (im Uhrzeigersinn, im Norden beginnend):
Holm – Braderup – Klixbüll – Niebüll

## Geschichte
Der Ortsname Bosbüll wurde erstmals 1502 schriftlich dokumentiert (Rep. dipl. 2, 9573). Der Ortsname verweist auf den Personennamen Bur eller Bo, der mit dem Wort bo für wohnen, siedeln in Verbindung steht
Bis zum Deutsch-Dänischen Krieg 1864 gehörte Bosbüll zum Herzogtum Schleswig (Sønderjylland) und hier zum Kirchspiel Klixbüll (Klægsbøl Sogn) innerhalb der Karrharde (Kær Herred) im Tønder Amt. Bosbüll wurde 1869 zu einer eigenständigen Gemeinde, aber schon 1883 mit Klixbüll zusammengelegt. Seit 1958 ist Bosbüll wieder eigenständig.

## Politik

### Gemeindevertretung
Seit der Kommunalwahl 2008 hält die örtliche Wählergemeinschaft (WGB) alle neun Sitze in der Gemeindevertretung. Diese Sitzverteilung ergab sich auch im Nachgang der Wahl am 8. Mai 2018. Die Wahlbeteiligung betrug bei dieser Abstimmung 62,8 Prozent. Auch 2023 ergab sich dies aus eine Wahlbeteiligung von 62,2 Prozent.

### Wappen
| | Blasonierung: „In Rot drei fächerförmig gestellte goldene kurzhalmige Kornähren über blau-silbernen Wellen in dem durch einen goldenen Balken nach oben begrenzten Schildfuß.“ |
| Wappenbegründung: Die 1502 erstmals erwähnte Gemeinde Bosbüll liegt auf dem Geestrand, wo einst Ackerbau betrieben wurde. Daran erinnern die Kornähren. Die Wellenbalken symbolisieren die Verbundenheit der Einwohner zur Nordsee. Das Wappen wurde von Manfred Burmeister aus Niebüll entworfen und am 15. Dezember 2000 genehmigt. | |

### Flagge
Flaggenbeschreibung: Oben auf einem breiteren roten Streifen die Figuren des Gemeindewappens aus der Mitte zur Stange versetzt in flaggengerechter Tinktur und unten ein schmalerer goldener Streifen über blau-weiß gewellten Streifen.

## Wirtschaft
In der Gemeinde befinden sich zwei Windparks.

## Verkehr
Die Gemeinde befindet sich westlich der Bundesstraße 5 nördlich von Niebüll. In der Nachbargemeinde Klixbüll zweigt von ihr die Kreisstraße 84 ab, die direkt durch die Dorflage verläuft. Von Niebüll aus kommend wird das Dorf auf der Kreisstraße 114 erreicht. Diese zweigt innerhalb der Niebüller Ortsdurchfahrt von Uhlebüll von der schleswig-holsteinischen Landesstraße 8 (Klanxbüller Straße) ab.
Die Erreichbarkeit der Gemeinde im ÖPNV besteht seit August 2019 durch einen Rufbusverkehr innerhalb vom Rufbusgebiet Niebüll (Korridor E) ausgehend vom Bahnhof Niebüll. Dort besteht Zugang zum Schienenpersonennah- (innerhalb vom Nahverkehrsverbund Schleswig-Holstein) und -fernverkehr (darunter Intercityverkehr vom Unternehmen DB Fernverkehr) auf der Marschbahn.
Aktuell geplant ist ein direkter Bahnanschluss durch den Bau eines neuen Haltepunktes an der Bahnstrecke Niebüll–Tondern des Unternehmens Norddeutsche Eisenbahngesellschaft Niebüll im Zuge der Beschleunigung der Verkehre auf diesem historischen Streckenabschnitt der Marschbahn.